# Nempont-Saint-Firmin
Nempont-Saint-Firmin és un municipi francès situat al departament del Pas de Calais i a la regió dels Alts de França. L'any 2007 tenia 199 habitants.

## Demografia

### Població
El 2007 la població de fet de Nempont-Saint-Firmin era de 199 persones. Hi havia 76 famílies de les quals 24 eren unipersonals (16 homes vivint sols i 8 dones vivint soles), 16 parelles sense fills, 32 parelles amb fills i 4 famílies monoparentals amb fills.
La població ha evolucionat segons el següent gràfic:
Habitants censats

### Habitatges
El 2007 hi havia 113 habitatges, 79 eren l'habitatge principal de la família, 30 eren segones residències i 3 estaven desocupats. 109 eren cases i 2 eren apartaments. Dels 79 habitatges principals, 63 estaven ocupats pels seus propietaris, 13 estaven llogats i ocupats pels llogaters i 3 estaven cedits a títol gratuït; 4 tenien dues cambres, 11 en tenien tres, 31 en tenien quatre i 32 en tenien cinc o més. 61 habitatges disposaven pel capbaix d'una plaça de pàrquing. A 34 habitatges hi havia un automòbil i a 35 n'hi havia dos o més.

### Piràmide de població
La piràmide de població per edats i sexe el 2009 era:
| Homes | Edats   | Dones |
| ----- | ------- | ----- |
| 0     | 95 o +  | 0     |
| 0     | 90 a 94 | 0     |
| 0     | 85 a 89 | 4     |
| 0     | 80 a 84 | 0     |
| 8     | 75 a 79 | 4     |
| 8     | 70 a 74 | 8     |
| 12    | 65 a 69 | 4     |
| 8     | 60 a 64 | 8     |
| 4     | 55 a 59 | 0     |
| 0     | 50 a 54 | 0     |
| 4     | 45 a 49 | 0     |
| 4     | 40 a 44 | 4     |
| 4     | 35 a 39 | 12    |
| 8     | 30 a 34 | 8     |
| 4     | 25 a 29 | 4     |
| 0     | 20 a 24 | 4     |
| 4     | 15 a 19 | 4     |
| 0     | 10 a 14 | 8     |
| 20    | 5 a 9   | 0     |
| 4     | 0 a 4   | 8     |

## Economia
El 2007 la població en edat de treballar era de 108 persones, 84 eren actives i 24 eren inactives. De les 84 persones actives 76 estaven ocupades (44 homes i 32 dones) i 7 estaven aturades (3 homes i 4 dones). De les 24 persones inactives 8 estaven jubilades, 4 estaven estudiant i 12 estaven classificades com a «altres inactius».

### Ingressos
El 2009 a Nempont-Saint-Firmin hi havia 83 unitats fiscals que integraven 190 persones, la mediana anual d'ingressos fiscals per persona era de 13.897,5 €.

### Activitats econòmiques
Dels 11 establiments que hi havia el 2007, 1 era d'una empresa de fabricació d'altres productes industrials, 1 d'una empresa de construcció, 2 d'empreses de comerç i reparació d'automòbils, 1 d'una empresa de transport, 1 d'una empresa d'hostatgeria i restauració, 1 d'una empresa financera, 2 d'empreses de serveis i 2 d'entitats de l'administració pública.
Dels 4 establiments de servei als particulars que hi havia el 2009, 1 era un taller de reparació d'automòbils i de material agrícola, 1 taller d'inspecció tècnica de vehicles, 1 empresa de construcció i 1 restaurant.

## Equipaments sanitaris i escolars
El 2009 hi havia una escola elemental integrada dins d'un grup escolar amb les comunes properes formant una escola dispersa.

## Poblacions més properes
El següent diagrama mostra les poblacions més properes.